# DPCM
DPCM (de l'anglès "Differential Pulse Code Modulation") és un codificador de forma d'ona que parteix de la base del PCM però que afegeix algunes funcionalitats basades en la predicció de les mostres del senyal. Es parteix d'un senyal analògic (continu en el temps) el qual es vol codificar. El primer pas a realitzar és el procés de mostratge (prendre el valor del senyal cada cert període regular de temps). Amb això s'aconsegueix un senyal discret en el temps (compost per tota una sèrie de mostres equiespaiades). El següent pas és la quantificació: es preestableixen uns nivells (amplituds) i (2 opcions):
- [opció 1] s'agafa el valor de dues mostres consecutives, es resta el valor de la primera menys la segona, es quantifica el resultat i finalment es codifica, o bé
- [opció 2] es fa la predicció d'una mostra a partir de les mostres anteriors i es calcula la diferència entre el valor de la mostra actual real i la predicció (el resultat és l'error de predicció), es quantifica l'error i es codifica.

Aplicant un d'aquests dos processos s'elimina la redundància del senyal a curt termini i s'aconsegueixen factors de compressió de l'ordre de 4 (la mida del fitxer es divideix per 4). El motiu pel qual es redueix la mida del fitxer és perquè com que es fa la diferència entre dues mostres, el resultat serà un valor petit i fins i tot proper a zero i, per tant, en codificació es necessitaran menys bits. En resum, es pot dir que la potència del senyal "diferència" és molt més petita que la del senyal discret original.
A continuació es presenten els diagrames del codificador i descodificador de les dues versions comentades:

## Opció 1 (diferència entre dues mostres consecutives)
Versió 1
El codificador fa la funció de diferenciador (també anomenat derivador), mentre que el descodificador actua com un acumulador (també integrador)
El quantificador (Q) redueix el nombre de bits mentre que el quantificador invers ({\displaystyle Q^{-1}}) recupera el nombre de bits original del senyal discret inicial.

Versió 2 [Anàlisi-per-síntesi]
Incorporació del descodificador a dins del propi codificador

## Opció 2 (predicció de la mostra actual)
Incorporació d'un predictor lineal